# Bryan Iguchi
Bryan Iguchi (* 10. September 1973 in San Fernando Valley, Kalifornien, USA) ist ein US-amerikanischer Profi-Snowboardfahrer.

## Leben
Bereits in jungen Jahren beschäftigte sich Iguchi mit diversen Trendsportarten wie Skateboarden und Surfen. Die Vorkenntnisse zogen ihn jedoch auf Schneepiste in Mountain High und Big Bear (Südkalifornien), wo er bald mit dem Snowboard in Kontakt kam. Im Jahr 1991 zog er daraufhin im Alter von 16 Jahren nach Jackson Hole, Wyoming, um sein Können zu vertiefen. 1992 wurde er bereits in das Burton US-Team aufgenommen und fährt seitdem auch professionell. Er gilt als Allrounder im Sport und hat bereits mehrere Erfolge aufzuweisen, dazu gehören auch mehrere internationale Filmproduktionen sowie Bücher.

## Erfolge
- 2. Platz, World Half Pipe Championships 1992
- 2. Platz, Air & Style Contest, Innsbruck, 1994
- Bronze, X-Games 1997

| Personendaten    | Personendaten                     |
| ---------------- | --------------------------------- |
| NAME             | Iguchi, Bryan                     |
| KURZBESCHREIBUNG | US-amerikanischer Snowboardfahrer |
| GEBURTSDATUM     | 10. September 1973                |
| GEBURTSORT       | San Fernando Valley               |